# انالبانیا
انلبنیا (به لاتین: Analbania) یک منطقهٔ مسکونی در بنگلادش است که در استان باریسال واقع شده‌است.